# مارك سانشيز
مارك سانشيز (بالإسبانية: Marc Sánchez)‏ هو سباح إسباني، ولد في 6 نوفمبر 1992.

## وصلات خارجية
- مارك سانشيز على موقع الاتحاد الدولي للسباحة (الإنجليزية)
- مارك سانشيز على موقع أوليمبيديا (الإنجليزية)